# Ohrekreis
Der Ohrekreis war ein Landkreis im Nordwesten des Landes Sachsen-Anhalt. Am 1. Juli 2007 wurde er im Rahmen der Kreisgebietsreform in Sachsen-Anhalt mit dem Bördekreis zum neuen Landkreis Börde zusammengelegt. Nachbarkreise waren im Norden der Altmarkkreis Salzwedel und der Landkreis Stendal, im Osten der Landkreis Jerichower Land, im Süden die kreisfreie Stadt Magdeburg und der Bördekreis und im Westen der niedersächsische Landkreis Helmstedt sowie im Nordwesten der Landkreis Gifhorn.

## Geographie
Das Gebiet des vormaligen Ohrekreises liegt in der Magdeburger Börde und der Colbitz-Letzlinger Heide. Der Landkreis wurde benannt nach dem Fluss Ohre, der parallel zum Mittellandkanal von Westen nach Osten durch das ehemalige Kreisgebiet fließt und in die Elbe mündet. Im Westen fließt auch der Fluss Aller durch den ehemaligen Landkreis.

## Wirtschaft
Als Teil der Magdeburger Börde ist das Gebiet vorwiegend landwirtschaftlich genutzt. Rund um Magdeburg und Haldensleben befinden sich große Gewerbeparks, insbesondere in der Nähe der Bundesautobahn 2.

## Verkehr
Durch das Territorium verlaufen die Autobahnen A2 und A14 als auch Bahnverbindungen von/zur Landeshauptstadt Magdeburg, einschließlich der S-Bahn Mittelelbe. Ferner durchschneidet der Mittellandkanal das ehem. Kreisgebiet.

## Geschichte
Der Landkreis entstand 1994 durch Vereinigung der Landkreise Haldensleben und Wolmirstedt. Hinzu kamen noch einige Gemeinden des Kreises Klötze. Erster und einziger Landrat des neuen Kreises wurde der ehemalige Landrat des Landkreises Wolmirstedt, Thomas Webel (CDU).
Die Ausdehnung des Ohrekreise entsprach in etwa dem des früheren herzöglich-magdeburgischen und kurbrandenburgischen Holzkreises zwischen 1680 und 1806.
Bei der Kreisreform 2007 wurde der Ohrekreis mit seinem südlichen Nachbarn, dem Bördekreis, zusammengelegt. Der Name des neuen Kreises ist Landkreis Börde.

## Wappen
Blasonierung: „Schräglinksgeteilt durch Wellenschnitt Rot über Silber, oben ein fünfblättriger silberner Buchenzweig, unten ein blauer Wellenschräglinksbalken.“
Die Genehmigung des Wappens erfolgte am 11. Mai 1995.
Der blaue Wellenschräglinksbalken symbolisiert das Flüsschen Ohre, das sich quer durch das Kreisgebiet schlängelt, die drei Städte Oebisfelde, Haldensleben und Wolmirstedt kreuzt und dem Landkreis seinen Namen gab. Der Buchenzweig steht für die großen Buchenwaldungen des Flechtinger Höhenzuges. Die Kreisfarben rot-weiß sind von den Farben des Erzbistums bzw. Herzogtums Magdeburg abgeleitet, zu dem der überwiegende Gebiet des späteren Ohrekreises gehörte.

## Gebietsveränderungen
Seit 1995 fanden im Ohrekreis viele Gebietsveränderungen statt.
Von den ursprünglich 11 Verwaltungsgemeinschaften bestanden bei der Auflösung des Landkreises noch 5 Verwaltungsgemeinschaften. In der gleichen Zeit blieb die Anzahl der Gemeinden konstant.

### Änderungen bei Verwaltungsgemeinschaften
- Auflösung der Verwaltungsgemeinschaft Niedere Börde – Bildung der Einheitsgemeinde Niedere Börde aus den Mitgliedsgemeinden (1. Januar 2004)
- Auflösung der Verwaltungsgemeinschaft Mittelland – Bildung der Einheitsgemeinde Mittelland (1. Juli 2004)
- Auflösung der Verwaltungsgemeinschaft Nördliche Börde – Eingliederung der Gemeinden in die Verwaltungsgemeinschaft Hohe Börde (20. September 2004)
- Bildung der Verwaltungsgemeinschaft Wolmirstedt aus der Gemeinde Farsleben aus der Verwaltungsgemeinschaft Elbe-Ohre und der verwaltungsgemeinschaftsfreien Stadt Wolmirstedt (1. Januar 2005)
- Bildung der Verwaltungsgemeinschaft Oebisfelde-Calvörde aus den Verwaltungsgemeinschaften Calvörde und Oebisfelde (1. Januar 2005)
- Bildung der Verwaltungsgemeinschaft Flechtingen aus den Verwaltungsgemeinschaften Beverspring, Flechtinger Höhenzug und Weferlingen (1. Januar 2005)
- Bildung der Verwaltungsgemeinschaft Elbe-Heide aus den Verwaltungsgemeinschaften Südheide, Südliche Altmark/Elbe und Elbe-Ohre (ohne die Gemeinde Farsleben) (1. Januar 2005)

### Namensänderungen
- von Calvörde zu Flecken Calvörde (16. April 2002)

## Städte und Gemeinden
(Einwohner am 31. Dezember 2006)
| Einheitsgemeinden - 1. Haldensleben, Stadt (19.618) - 2. Barleben (9.267) - 3. Niedere Börde [Sitz: Groß Ammensleben] (7.680) | Einheitsgemeinden - 1. Haldensleben, Stadt (19.618) - 2. Barleben (9.267) - 3. Niedere Börde [Sitz: Groß Ammensleben] (7.680) | * Sitz der Verwaltungsgemeinschaft ** Sitz einer Außenstelle der Verwaltungsgemeinschaft *** Sitz eines Bürgerbüros der Verwaltungsgemeinschaft | * Sitz der Verwaltungsgemeinschaft ** Sitz einer Außenstelle der Verwaltungsgemeinschaft *** Sitz eines Bürgerbüros der Verwaltungsgemeinschaft |
| Verwaltungsgemeinschaften Modell Gemeinsames Verwaltungsamt mit ihren Mitgliedsgemeinden | | | |
| - 1. Verwaltungsgemeinschaft Elbe-Heide 1. Angern (1.337) 2. Bertingen (197) 3. Born (239) 4. Burgstall (644) 5. Colbitz (3.419) 6. Cröchern (282) 7. Dolle (571) 8. Glindenberg (1.346) 9. Heinrichsberg (381) 10. Hillersleben (844) 11. Loitsche (679) 12. Mahlwinkel (613) 13. Neuenhofe (774) 14. Rogätz * (2.219) 15. Sandbeiendorf (280) 16. Wenddorf (117) 17. Zielitz *** (2.013) | - 2. Verwaltungsgemeinschaft Hohe Börde 1. Ackendorf (418) 2. Bebertal (1.653) 3. Bornstedt (459) 4. Eichenbarleben (1.169) 5. Groß Santersleben (1.050) 6. Hermsdorf (1.601) 7. Hohenwarsleben (1.577) 8. Irxleben * (2.370) 9. Niederndodeleben (4.204) 10. Nordgermersleben ** (921) 11. Ochtmersleben (571) 12. Rottmersleben (749) 13. Schackensleben (715) 14. Wellen (1.267) | - 3. Verwaltungsgemeinschaft Flechtingen 1. Alleringersleben (449) 2. Altenhausen (369) 3. Bartensleben (344) 4. Beendorf (968) 5. Behnsdorf (657) 6. Belsdorf (196) 7. Böddensell (243) 8. Bregenstedt (549) 9. Bülstringen (788) 10. Döhren (220) 11. Eimersleben (480) 12. Emden (298) 13. Erxleben ** (1.300) 14. Eschenrode (174) 15. Everingen (184) 16. Flechtingen * (1.805) 17. Hakenstedt (577) 18. Hödingen (277) 19. Hörsingen (625) 20. Ivenrode (510) 21. Morsleben (348) 22. Ostingersleben (269) 23. Schwanefeld (287) 24. Seggerde (102) 25. Siestedt (588) 26. Süplingen (1.026) 27. Uhrsleben (476) 28. Walbeck (806) 29. Weferlingen, Flecken ** (2.313) | - 4. Verwaltungsgemeinschaft Oebisfelde-Calvörde 1. Berenbrock (284) 2. Bösdorf (461) 3. Calvörde, Flecken ** (1.777) 4. Dorst (174) 5. Eickendorf (200) 6. Etingen (512) 7. Grauingen (157) 8. Kathendorf (267) 9. Klüden (299) 10. Mannhausen (285) 11. Oebisfelde, Stadt * (7.295) 12. Rätzlingen (790) 13. Velsdorf (197) 14. Wegenstedt (398) 15. Wieglitz (191) 16. Zobbenitz (344) |
| Verwaltungsgemeinschaft Modell Trägergemeinde - 1. Verwaltungsgemeinschaft Wolmirstedt 1. Farsleben (966) 2. Wolmirstedt, Stadt * (10.369) | | | |

## Kfz-Kennzeichen
Am 1. Juli 1994 wurde dem Landkreis das Unterscheidungszeichen OK zugewiesen. Es wurde im Landkreis Börde bis zum 31. Oktober 2007 ausgegeben. Dort ist es seit dem 27. November 2012 wieder erhältlich. Dies geschah aufgrund der Kennzeichenliberalisierung; auch weitere Buchstabenkombinationen sind seither möglich.